# Limosina bequaerti
Limosina bequaerti är en tvåvingeart som först beskrevs av Villeneuve 1917.  Limosina bequaerti ingår i släktet Limosina och familjen hoppflugor. Inga underarter finns listade i Catalogue of Life.